# Hélène Guinepied
Hélène Guinepied, dite Helguy, est une artiste peintre et pédagogue née le 27 avril 1883 à Brinon-sur-Beuvron dans le département de la Nièvre et morte le 30 septembre 1937 à Saint-Moré dans le département de l'Yonne.

## Biographie
Hélène Guinepied est née à Brinon-les-Allemands, petite commune du nord de la Nièvre, devenue Brinon-sur-Beuvron en 1898. Elle est la fille de Berthe Ferrier et de Léon Guignepied, notaire, qui meurt en 1902 à 52 ans. Elle entre à 11 ans comme pensionnaire chez les Ursulines de Nevers.
En 1904 Hélène Guinepied suit des cours de dessin gratuits à la Société d'Enseignement Moderne, association philanthropique créé en 1884 à Paris par Léopold Bellan; elle y a eu pour professeur le peintre Jules Adler qui marquera profondément son parcours d'artiste. Les premiers tableaux d'Hélène Guinepied sont inspirés des tableaux et des sujets de son maître: la vie des ouvriers, les hommes et les femmes au travail. Après avoir suivi des cours de dessin à l'Académie Julian, elle est admise à l'école des Beaux-Arts de Paris en 1909.
De 1911 à 1913, elle expose au Salon des artistes français puis au Salon des indépendants.
En 1916, son frère aîné, Paul, achète le château de Saint-Moré dans l'Yonne. Elle partage son temps entre Paris et Saint-Moré, dessine les illustrations de la revue Pages Médicales et Parisiennes et donne des cours de dessin.

En 1917 Hélène Guinepied a parmi ses élèves Georgette, la grande sœur de Gaston Chaissac qui écrira en 1951 : « je me souviens encore de la première leçon de dessin que donna Mademoiselle Guinepied à ma grande sœur et au cours de laquelle la gomme fut prohibée car on devait faire bien du premier coup, […] elle était pour un autre enseignement et en attendait avec foi miracle ». L'artiste se réclamant « peintre rustique moderne » la reconnaitra comme son « instigatrice de l'art brut », où le cerné noir à l'encre de Chine qu'enseignait la Méthode Helguy deviendra pilier du registre pictural qu'il partage avec Jean Dubuffet. Ce dernier aura lui aussi suivi quelques cours donnés par Hélène Guinepied, lors de ses vacances à Saint-Moré en 1919.

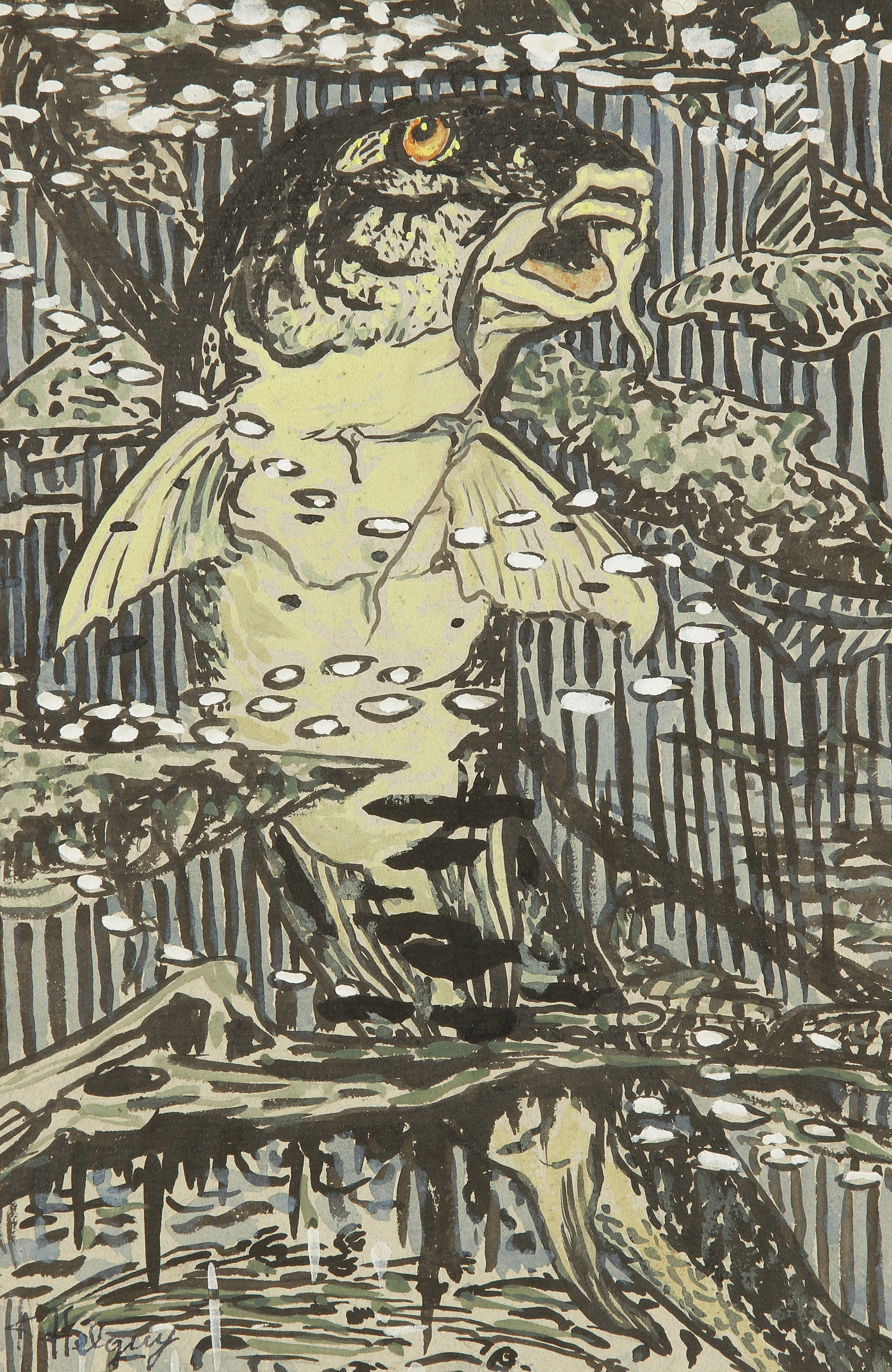
La carpe à l'œil jaune, gouache et encre de Chine sur papier, signée en bas à gauche Helguy, vers 1922

À partir des années 1920, les scènes aquatiques constituent l'essentiel des œuvres créées par Hélène Guinepied qui privilégie l'encre de chine pour leur réalisation.

Elle structure ses cours de dessin et invente une méthode pour les enfants qu'elle baptise Méthode Helguy que va encourager George Moreau, co-directeur des éditions Larousse, membre du Conseil Supérieur des Beaux Arts; Il met à la disposition d'Hélène Guinepied un atelier au siège de l'association Enfance et Jeunesse qu'il a créée, au 77 rue Denfert Rochereau à Paris. Hélène Guinepied crée aussi des ateliers de broderie, les Ateliers Villageois. 

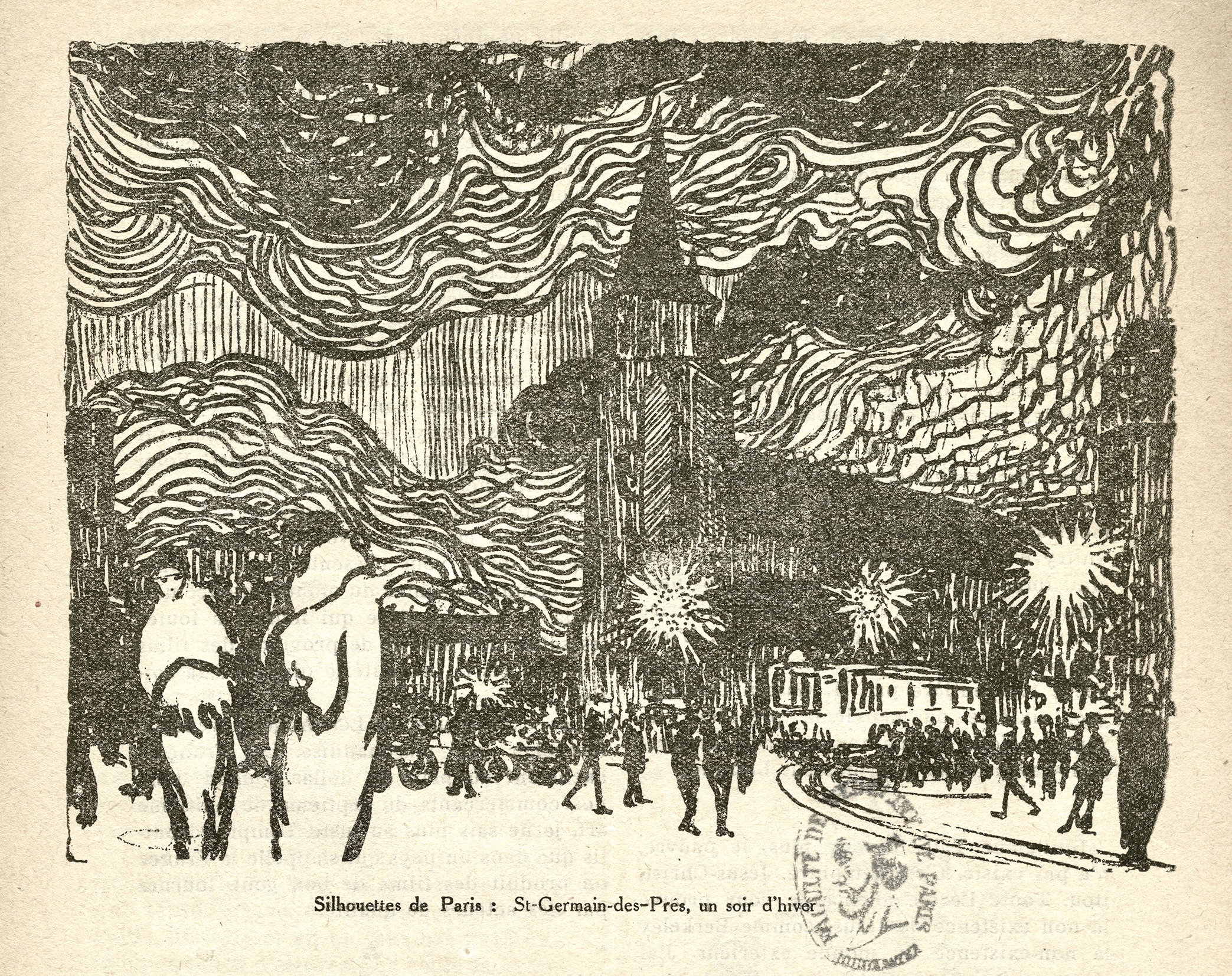
Hélène Guinepied, Saint Germain des Prés, illustration pour la revue Pages Médicales et Parisiennes, février 1924, encre de Chine sur papier,, BNF.

Elle expose dans divers lieux en France durant les années 1920: à Rennes pour l'exposition d'arts appliqués en 1922 auprès de Raoul Dufy, Mathurin Méheut... à l'Exposition Internationale de Bayonne-Biarritz en 1923 où elle obtient la médaille de vermeil pour les broderies de ses Ateliers Villageois, à la XVe foire de Paris, à l'Exposition des Beaux-arts de Nevers et d'Auxerre.
En 1929, affaiblie par une maladie pulmonaire et la crise financière, Hélène vit difficilement le licenciement de ses ouvrières mais le journal L'Illustration fait l'éloge de son enseignement, et la revue l'Éducation consacre un numéro spécial à la Méthode Helguy.
En 1930 elle séjourne à Hossegor chez Suzanne Labatut où elle peint une série de vagues et projette d'ouvrir un atelier libre avec Jules Adler et Henri Za.

De santé fragile, elle meurt à 54 ans à Saint-Moré. Elle tombe ensuite dans l'oubli. Ses œuvres restées dans le château familial sont dispersées lors d'une vente aux enchères en 1995.

## Historiographie
Elle est redécouverte à la fin des années 2000 par Sophie B-R Mouchet qui publie en 2014 un premier livre retraçant la vie et l'œuvre d'Hélène Guinepied. À l'origine de la première rétrospective consacrée à Hélène Guinepied du 30 décembre 2018 au 29 avril 2019 au Musée de Sens,, le catalogue de l'exposition, ouvrage collectif, est publié sous sa direction. Elle crée en 2013 une association destinée à faire connaître l'artiste et crée les Ateliers Helguy qui enseignent les arts plastiques par la Méthode Helguy .
En 1973, Renée Boullier (1917-1998), critique d'Art et amie de Gaston Chaissac évoque l'importance de l'influence d'Hélène Guinepied sur la carrière artistique de ce dernier.

## Galerie

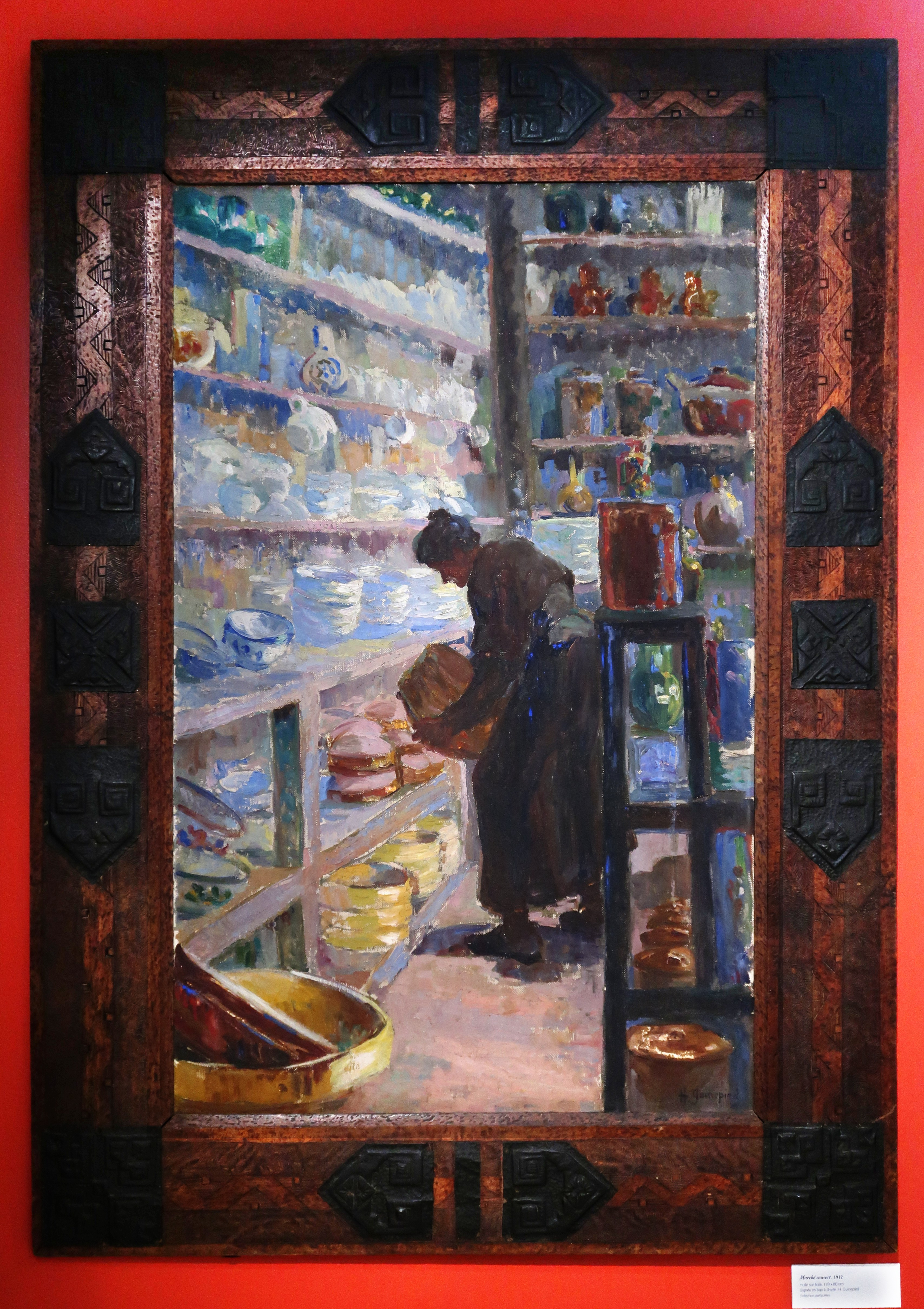
Marché couvert, 1912, huile sur toile, 128 × 80 cm
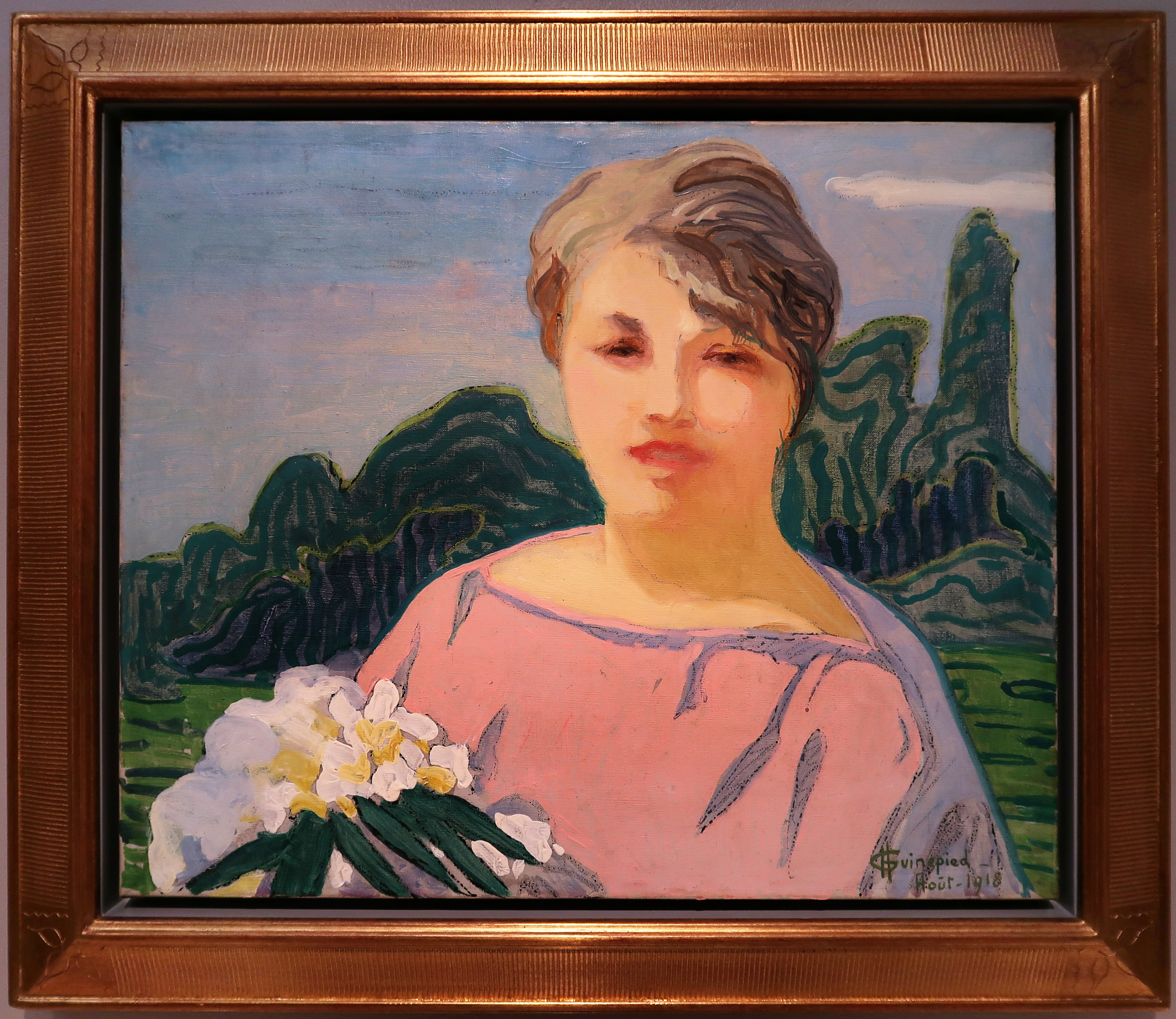
Portrait d'une femme en rose, 1918, huile sur toile, 46 × 55 cm
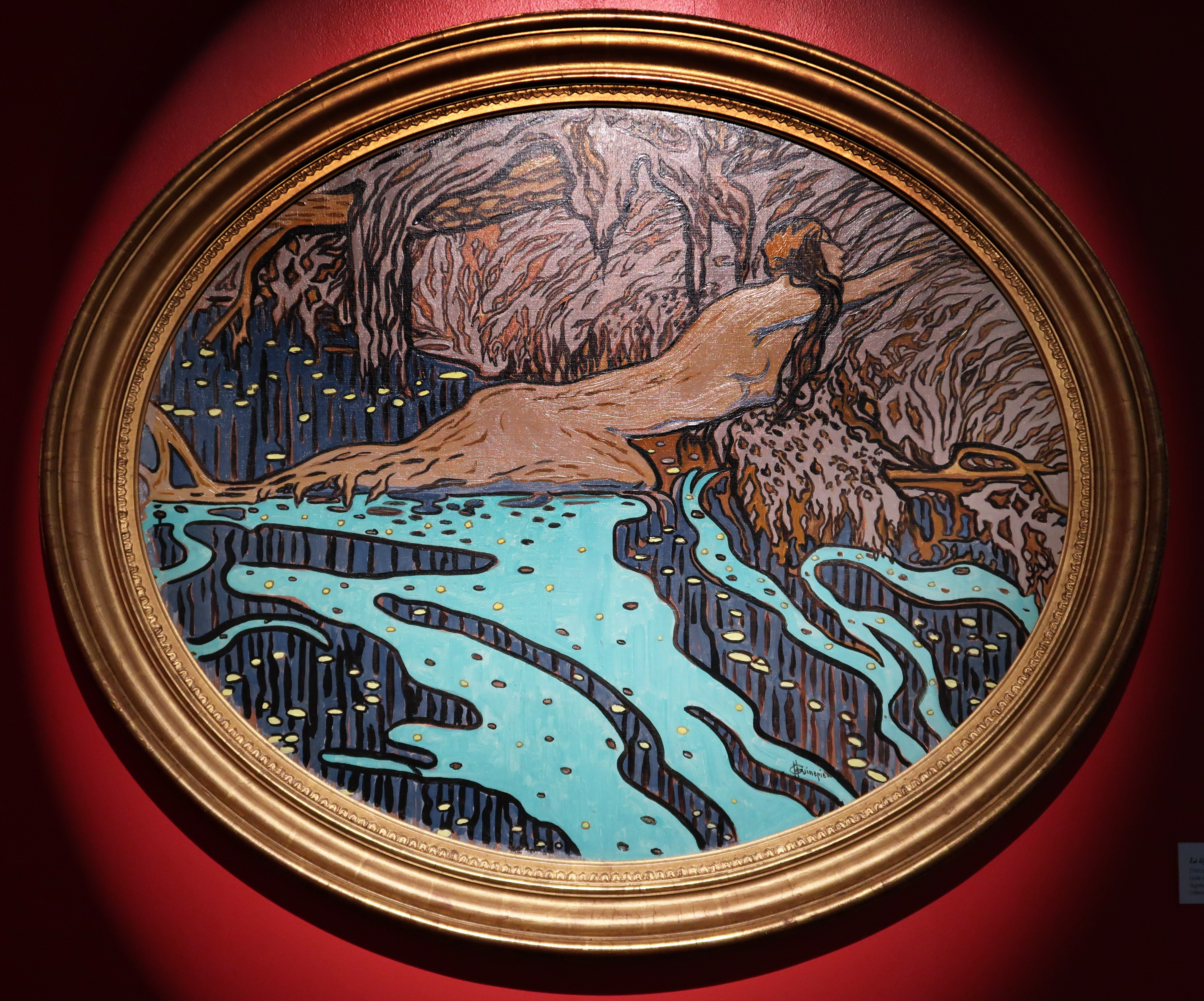
La Légende de la rivière, 1921, huile sur toile, 78 × 96 cm
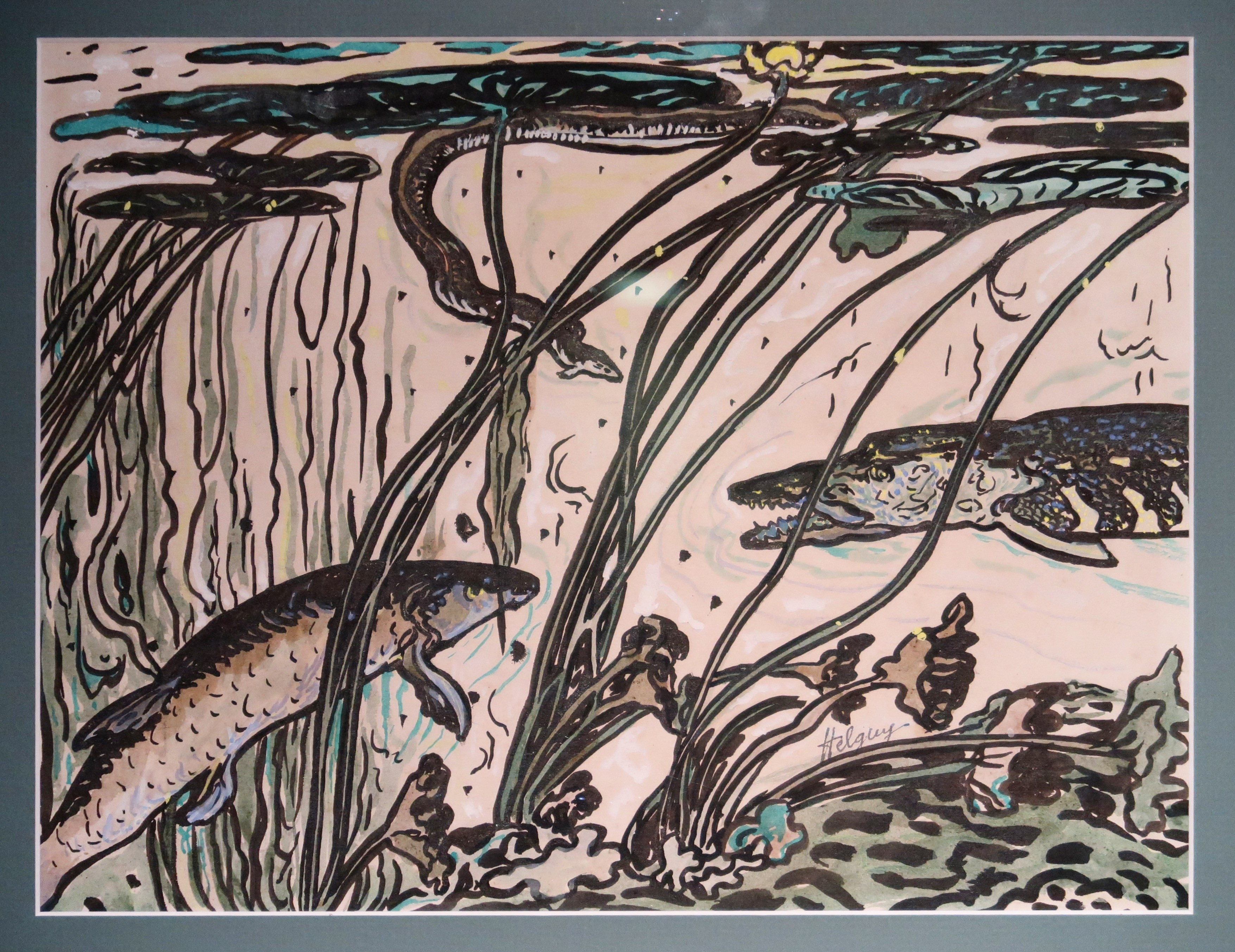
Brochet, sandre et anguille, vers 1922, encre de Chine et gouache sur papier, 25 × 32 cm
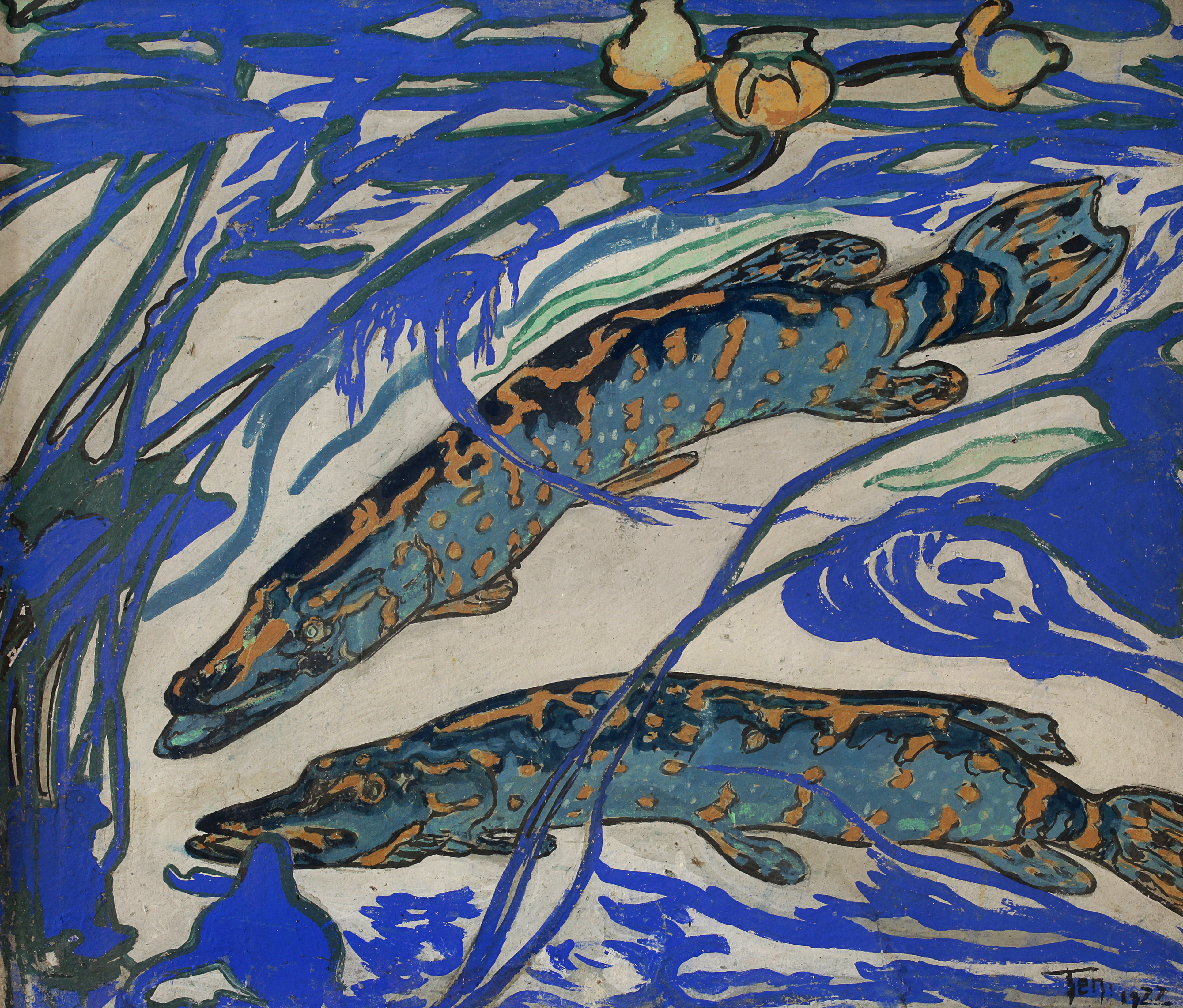
Les Brochets, 1922, gouache sur carton, 56 × 66 cm
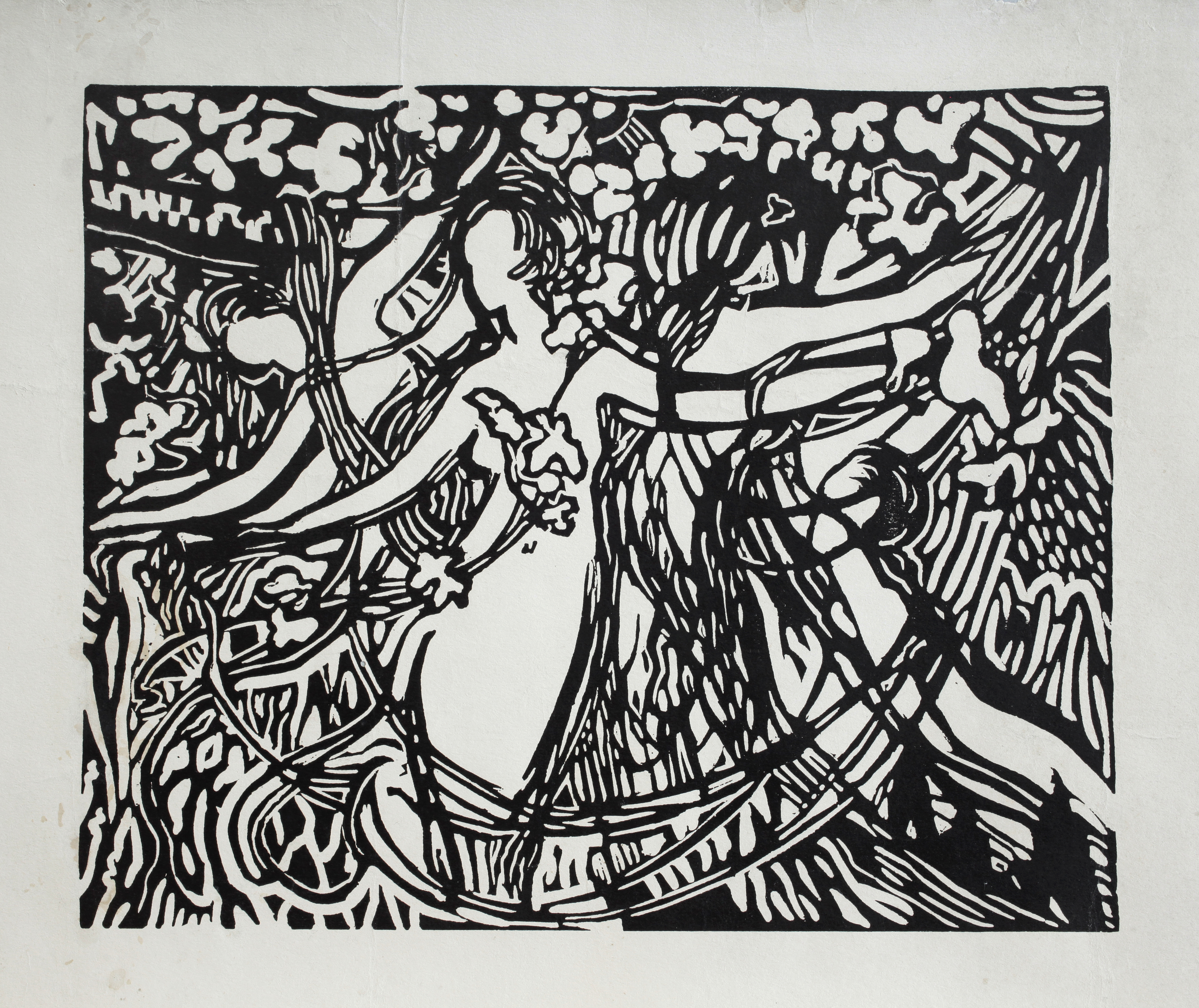
Le Printemps, vers 1930, linogravue, 32,5 × 49 cm
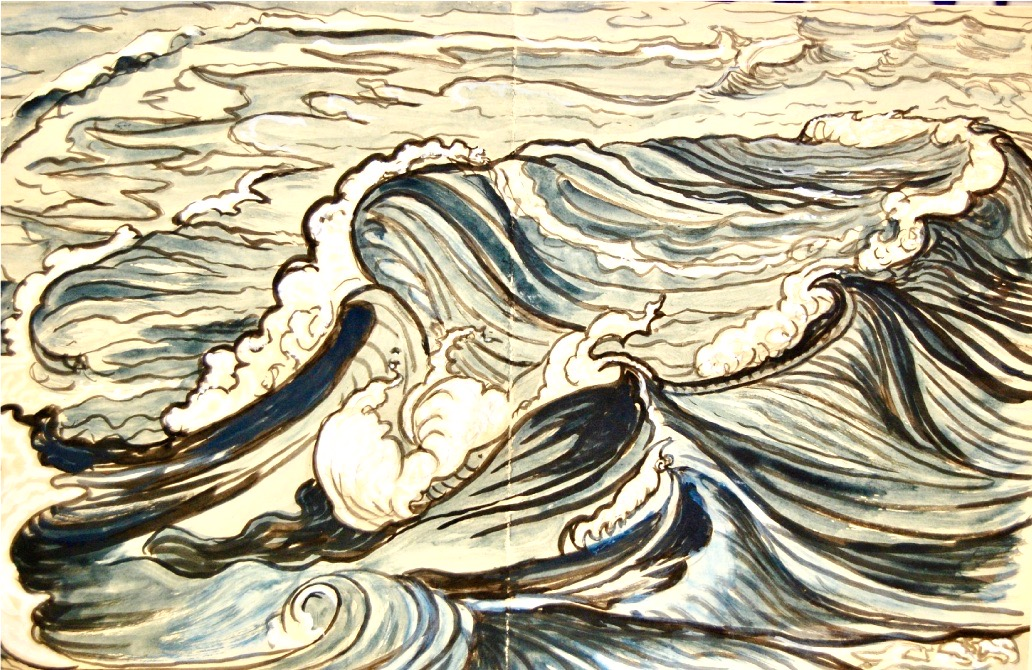
La vague, Hossegor 1930, encre de Chine et gouache sur papier
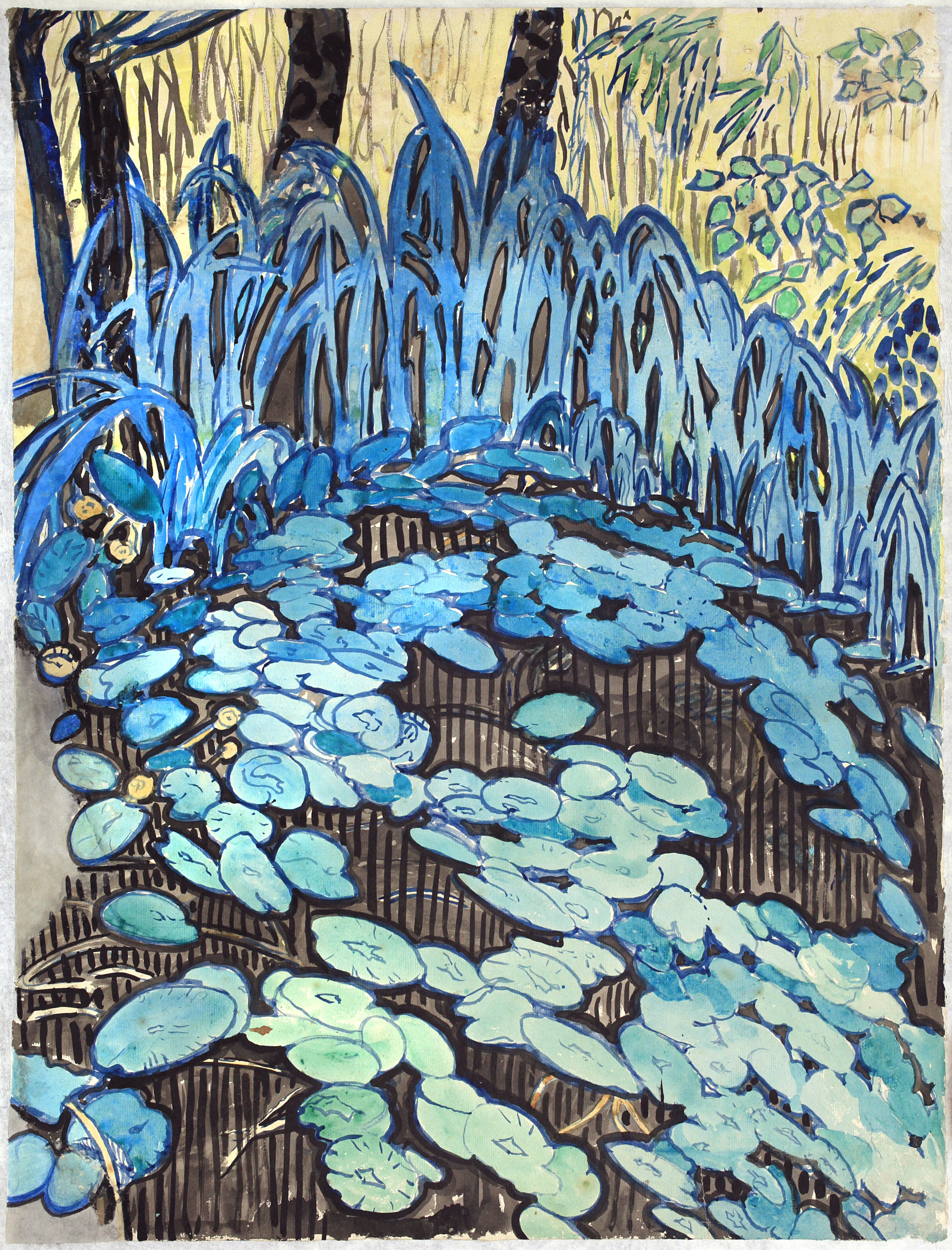
Hélène Guinepied, Les Nénuphars, encre de chine et gouache sur papier, vers 1930

## Œuvres dans les collections publiques
Nevers : musée de la Faïence et des Beaux-Arts
- Dans la vieille cour ou Porteuse d'eau, huile sur toile[16]

- L'Hiver, carton de tapisserie[17]